# イン・ヘヴン
イン・ヘヴン(原題:Mr. Jordan)は、1989年に発表されたジュリアン・レノンのアルバム。マドンナ等との仕事で知られるパトリック・レナードをプロデューサーに起用。
ジュリアンのアルバムとしては初めて、全米トップ40に到達できなかった（最高87位）。

## 収録曲
特記なき楽曲はジュリアン・レノンとジョン・マッカリーの共作。
1. Now You're In Heaven - イン・ヘヴン
2. You're The One - ユア・ザ・ワン
3. I Get Up - アイ・ゲット・アップ
4. Mother Mary - マザー・メアリー (Julian Lennon)
5. Angillette - アンジレット
6. Open Your Eyes - オープン・ユア・アイズ (J. Lennon)
7. Make It Up To You - メイク・イット・アップ・トゥ・ユー (J. Lennon, Patrick Leonard)
8. Sunday Morning - サンデイ・モーニング (J. Lennon)
9. Second Time - セカンド・タイム (Justin Clayton, J. Lennon)
10. I Want You To Know - アイ・ウォント・ユー・トゥ・ノウ